# Копалник Манаштур (Марамуреш)
Копалник Манаштур (рум. Copalnic Mănăştur) насеље је у Румунији у округу Марамуреш у општини Копалник Манаштур. Oпштина се налази на надморској висини од 321 m.

## Становништво
Према подацима из 2011. године у насељу је живело 5747 становника.